# Неопределяемое понятие
Неопределяемое понятие в аксиоматике — начальное, базовое понятие, определение которого не даётся.
Любая наука и теория строится на некоторых базовых понятиях, которые обычно интуитивно понятны и свойства которых описываются аксиомами данной теории.
Основными неопределяемыми понятиями геометрии в различных системах аксиом могут быть точка, прямая, плоскость, объём, пространство.
Одно из основных неопределяемых понятий физики — время.
Основными неопределяемыми понятиями в математике могут быть число, множество, понятие соответствия, в зависимости от используемых оснований.